# Dia das Rebeldias Lésbicas
O Dia das Rebeldias Lésbicas é celebrado anualmente em 13 de outubro. A data foi estabelecida em 2007 como uma forma de relembrar o I Encontro Feminista Lésbico da América Latina e do Caribe e mobilizar celebrações e atos de rebeldia, por meio de expressões artísticas e culturais, como crítica das coletividade lésbicas feministas às opressões do sistema patriarcal.

## Origem
O I Encontro Feminista de Lésbicas da América Latina e do Caribe ocorreu no México, em 13 outubro de 1987. Em 2007, durante o VII Encontro Feminista de Lésbicas da América Latina e do Caribe, realizado no Chile, aproximadamente 200 mulheres lésbicas feministas de diversas regiões decidiram, por meio de uma Assembleia Geral, considerar a data desse primeiro encontro como o marco para o Dia das Rebeldias Lésbicas.

## Reconhecimento
A data é celebrada na América Latina e no Caribe, porém não é considerada oficial pela Organização das Nações Unidas (ONU) ou pela Anistia Internacional.